# Heinz-Peter Haustein

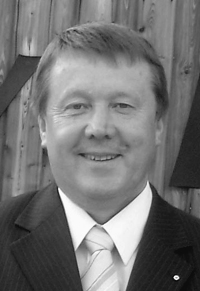
Heinz-Peter Haustein, 2005

Heinz-Peter Haustein (* 10. August 1954 in Olbernhau) ist ein deutscher Politiker (FDP). Er war von 2015 bis 2022 Bürgermeister der Stadt Olbernhau im sächsischen Erzgebirgskreis.

## Leben und Beruf
Nach dem Besuch einer Polytechnischen Oberschule (POS) begann Haustein 1971 eine Lehre zum Elektriker, die er 1973 beendete. Anschließend besuchte er eine Erweiterte Oberschule (EOS), an der er 1976 das Abitur bestand. 1979 wurde er Meister des Elektroinstallationshandwerks und von 1980 bis 1985 absolvierte Haustein ein Fernstudium zum Ingenieur für Elektronik. Haustein war von 1978 bis 1980 als Elektriker bei der Gemeinde Schwartenberg und von 1980 bis 1985 als Hauptmechaniker beim VEB Elektroinstallation Deutschneudorf tätig.
Seit Juli 1986 ist Haustein als selbständiger Unternehmer Inhaber zweier Firmen im Elektro- und Aufzugsbau. Seit 2001 ist er Geschäftsführer der Fortuna Bernstein GmbH, die ein Schaubergwerk in Deutschneudorf unterhält.
Der zweifache Vater ist mit großer Leidenschaft auf der Suche nach dem Bernsteinzimmer. In dieser Funktion trat er auch in einer Fernsehdokumentation auf. Zur Lage des Bernsteinzimmers beruft er sich auf Aussagen seines verstorbenen Vaters, der Augenzeuge der Verlagerung von Bernsteinkisten nach Deutschneudorf gewesen sei.

## Partei
Haustein wurde 1980 Mitglied der LDPD, seit 1990 gehört er der FDP an. Seit 1. Oktober 2007 ist Haustein Vorsitzender der FDP in Deutschneudorf.

## Abgeordneter
Seit 1990 gehört Haustein dem Kreistag des Landkreises Marienberg bzw. ab der Kreisreform 1994 des Mittleren Erzgebirgskreises an. Bei der Kommunalwahl am 8. Juni 2008 ist Haustein zum Kreisrat des am 1. August 2008 neu gebildeten Erzgebirgskreises gewählt worden und führte als Fraktionsvorsitzender die Kreistagsfraktion. Dieses Amt hat er im Februar 2010 an Michael Brändel abgegeben.
Von 2005 bis 2013 war Heinz-Peter Haustein Mitglied des Deutschen Bundestages. Der Einzug erfolgte über den Listenplatz 3 der Landesliste Sachsen. Sein Heimatwahlkreis war der Wahlkreis 162 Freiberg - Mittlerer Erzgebirgskreis. Nach der Bundestagswahl 2009 wurde Haustein erneut Abgeordneter, allerdings – nach Neuzuschnitt der Wahlkreise – für den Erzgebirgskreis I (Wahlkreis 165).
Im Bundestag war er Sprecher der Bundestagsfraktion für Unfallversicherungspolitik und Mitglied im Ausschuss für Arbeit und Soziales. Nach 2009 war er Mitglied im Haushaltsausschuss sowie stellvertretendes Mitglied im Finanzausschuss und im Ausschuss für Ernährung, Landwirtschaft und Verbraucherschutz. Von Februar 2010 bis September 2013 war Haustein Vorsitzender der Deutsch-Tschechischen Parlamentariergruppe.
Durch das Scheitern der FDP an der Fünf-Prozent-Hürde bei der Bundestagswahl 2013 gehörte er dem 18. Deutschen Bundestag nicht an.

## Öffentliche Ämter
Haustein war von 1994 bis 2015 ehrenamtlicher Bürgermeister von Deutschneudorf. Am 7. Juni 2015 wurde er zum hauptamtlichen Bürgermeister von Olbernhau gewählt und blieb es bis 2022.

## Veröffentlichungen
- Heinz-Peter Haustein, Siegfried Pach, Lothar Riedel, Bernd Schönherr: Das Bernsteinzimmer im Fortuna-Stolln zu Deutschneudorf? Marienberg 2002, ISBN 3-931770-42-7